# Mury miejskie w Radomiu
Mury miejskie w Radomiu – ciąg średniowiecznych fortyfikacji wraz z budowlami obronnymi, otaczający Nowy Radom, zbudowany w II połowie XIV wieku. Uległ wyburzeniu w I połowie XIX stulecia.
Zachowane fragmenty i relikty murów są częścią szlaku turystycznego Zabytki Radomia.

## Historia

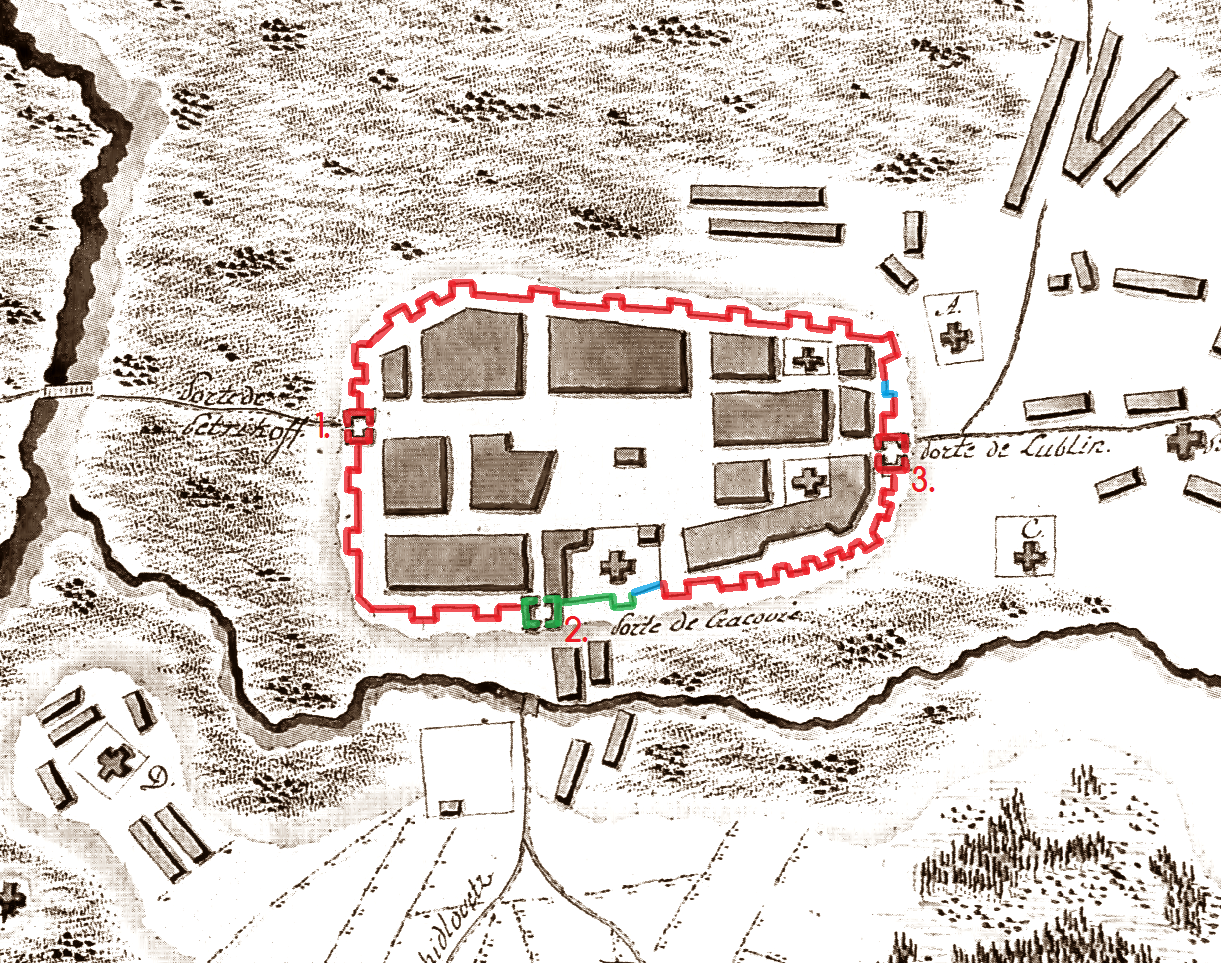
Kolor: zielony – zachowane fragmenty murów miejskich; niebieski – zrekonstruowane fragmenty; czerwony – niezachowane fragmenty. 1. Brama Piotrkowska; 2. Brama Krakowska (Iłżecka); 3. Brama Lubelska

Powstanie Nowego Radomia związane jest z panowaniem Kazimierza Wielkiego. W związku ze zniszczeniem Starego Radomia, prawdopodobnie podczas jednego z najazdów litewskich, władca ten dokonał w 1350 lub 1351 roku lokacji Nowego Miasta (obecnie tzw. Miasto Kazimierzowskie) na prawie magdeburskim. Świeżo założony ośrodek otoczono murami miejskimi, chroniącymi go przed atakiem. W późniejszym okresie mury zostały podwyższone o ok. 80 cm i w takim stanie dotrwały do III rozbioru Polski. W okresie staropolskim Radom był, oprócz Iłży, jedynym miastem Sandomierszczyzny otoczonym murami miejskimi. 
Około 1815 roku fortyfikacje te, o niewielkiej wartości obronnej z powodu zmian w wojskowości, zostały rozebrane, a w ich miejscu utworzono ulice Spacerową (obecne Reja) oraz Wałową. Zachowane do dziś fragmenty murów oraz pozostałości Bramy Iłżeckiej (Krakowskiej) znajdują się przy ul. Wałowej – przetrwały w murach gmachu kolegium Pijarów oraz fragmentu Zamku Królewskiego. Zrekonstruowano część obwarowań znajdujących się na ulicy Szewskiej, natomiast na skwerze Unii Radomsko-Wileńskiej zaznaczono ich przebieg.

## Struktura
Fortyfikacje Nowego Radomia składały się z muru, bram, baszt, Zamku Królewskiego, fosy oraz wału.

### Mur
Mury obronne Nowego Radomia wzniesiono z cegły, na fundamentach z kamienia polnego, na planie owalu o wymiarach ok. 230–240 m. Miały długość ok. 1,2 km, wysokość ok. 8 m. Grubość murów na wysokości fundamentów wynosiła 2,3-2,5 m. W murze znajdowały się strzelnice (wysokości ok. 60 cm) oraz ganek strażniczy, biegnący po jego wewnętrznej stronie.

### Bramy miejskie
W ciągu murów miejskich usytuowano trzy bramy miejskie. Brama Lubelska znajdowała się we wschodniej części fortyfikacji i zamykała ulicę Rwańską. Z kolei Brama Piotrkowska zlokalizowana była w zachodniej części Nowego Radomia i kończyła ulicę Szpitalną. Jedyna, częściowo zachowana spośród bram – Brama Krakowska (Iłżecka) – usytuowana była w południowej części muru i wychodziła na trakt łączący Radom z Iłżą i Krakowem. Przetrwała również zdobiąca ją XV-wieczna rzeźba Madonny, pod którą pierwotnie znajdował się kamień z napisem OPUS REGNI CASIMIRI 1357. W 2010 roku ogłoszono konkurs architektoniczny na pełną odbudowę Bramy Krakowskiej, jednak tego kontrowersyjnego projektu nie zrealizowano.

### Baszty
Mur obronny wzmocniony był ok. 30 basztami, otwartymi od środka. Jedyna zachowana spośród nich znajduje się na ulicy Wałowej, obok Bramy Krakowskiej. Zrekonstruowany fragment innej baszty znajduje się przy ulicy Szewskiej, natomiast na skwerze Unii Radomsko-Wileńskiej, zaznaczono przebieg kilku z nich.

### Zamek Królewski
Zamek Królewski w Radomiu był osobnym zespołem obronnym, przylegającym do południowej części murów miejskich. Był budynkiem ceglanym, wzniesionym, tak jak mury, w XIV wieku. Na początku XVI stulecia został przebudowany w stylu renesansowym przez kasztelana radomskiego Mikołaja Szydłowieckiego. W jego obrębie usytuowano pięć wież. 
W czasie potopu szwedzkiego zamek został zniszczony, razem z całym miastem. W końcu XVIII wieku obniżono go o jedno piętro, zaś w XIX stuleciu przebudowano. Od 1862 roku jego pozostałości należą do plebanii kościoła farnego, ufundowanego przez Kazimierza Wielkiego. Obok fragmentu murów z basztą i Bramą Krakowską, pozostałości zamku są jedynym zachowanym elementem murów miejskich Radomia.

### Fosa i wał
Mury Radomia otoczone były szeroką fosą z palisadą, zasilaną przez Potok Południowy. Po zewnętrznej stronie fosy usypano szeroki wał ziemny. Fosę i wał zlikwidowano w związku z przebudową miasta w I połowie XIX wieku.

## Galeria

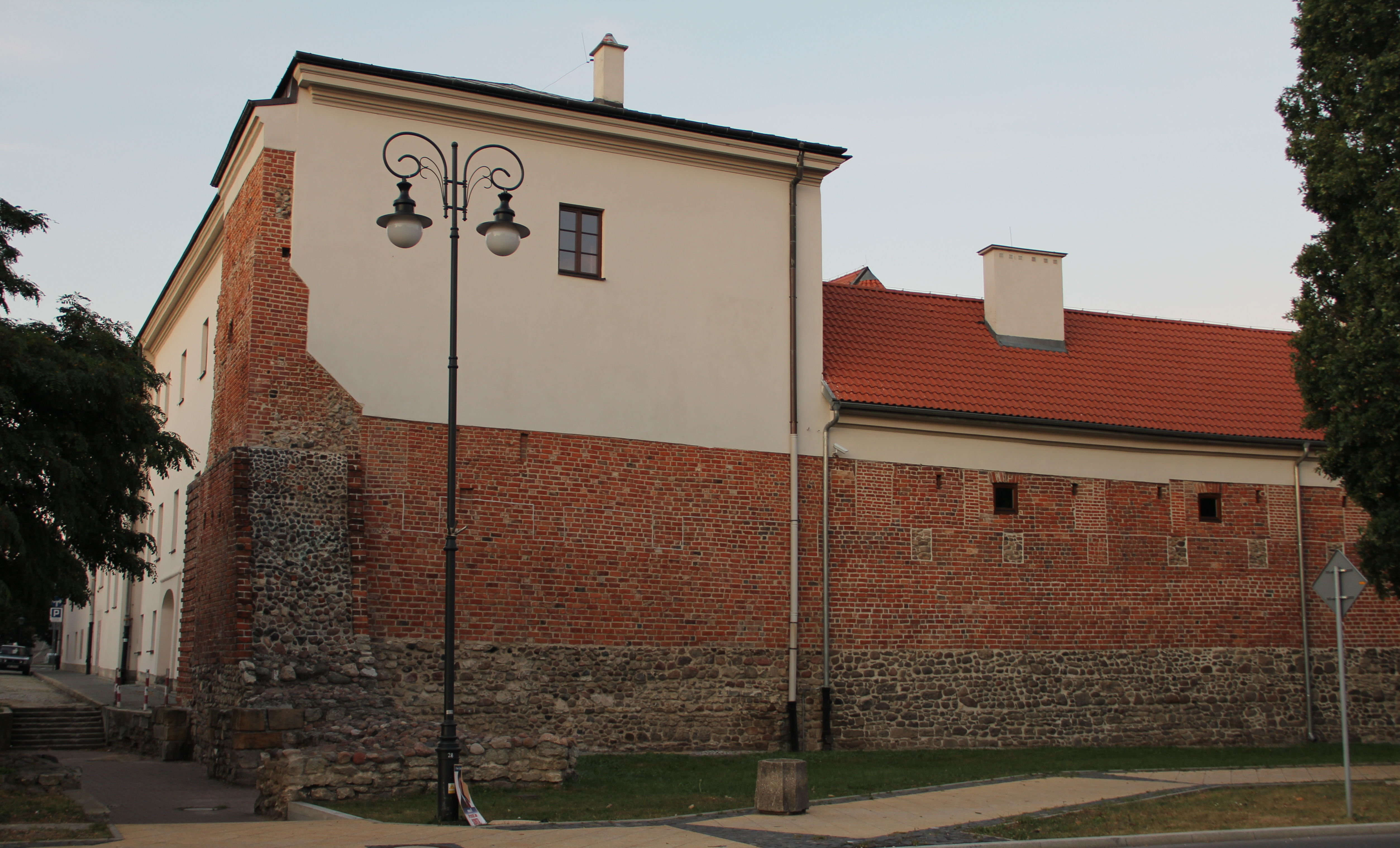
Po lewej relikty Bramy Krakowskiej (Bramy Iłżeckiej)
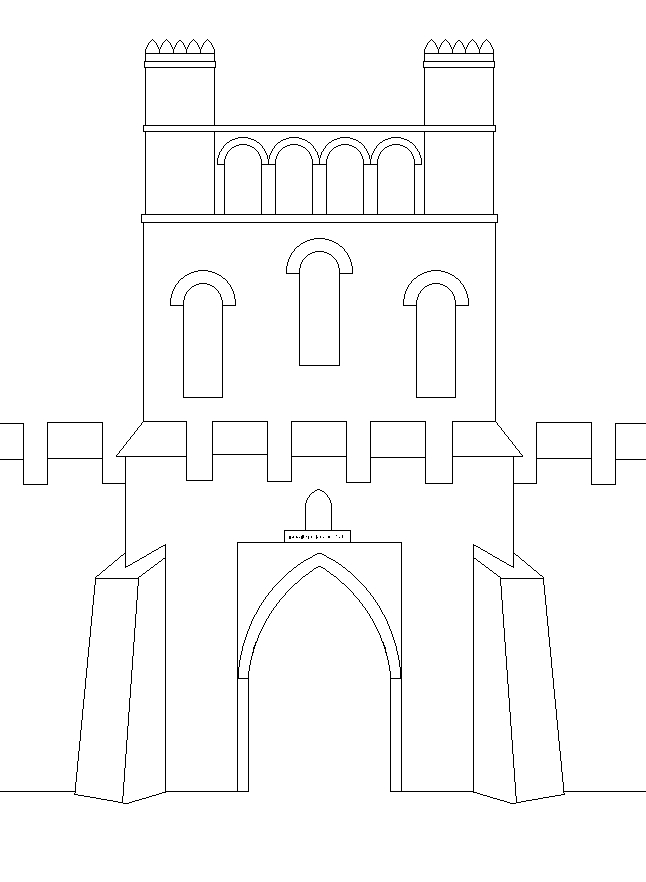
Rekonstrukcja Bramy Krakowskiej
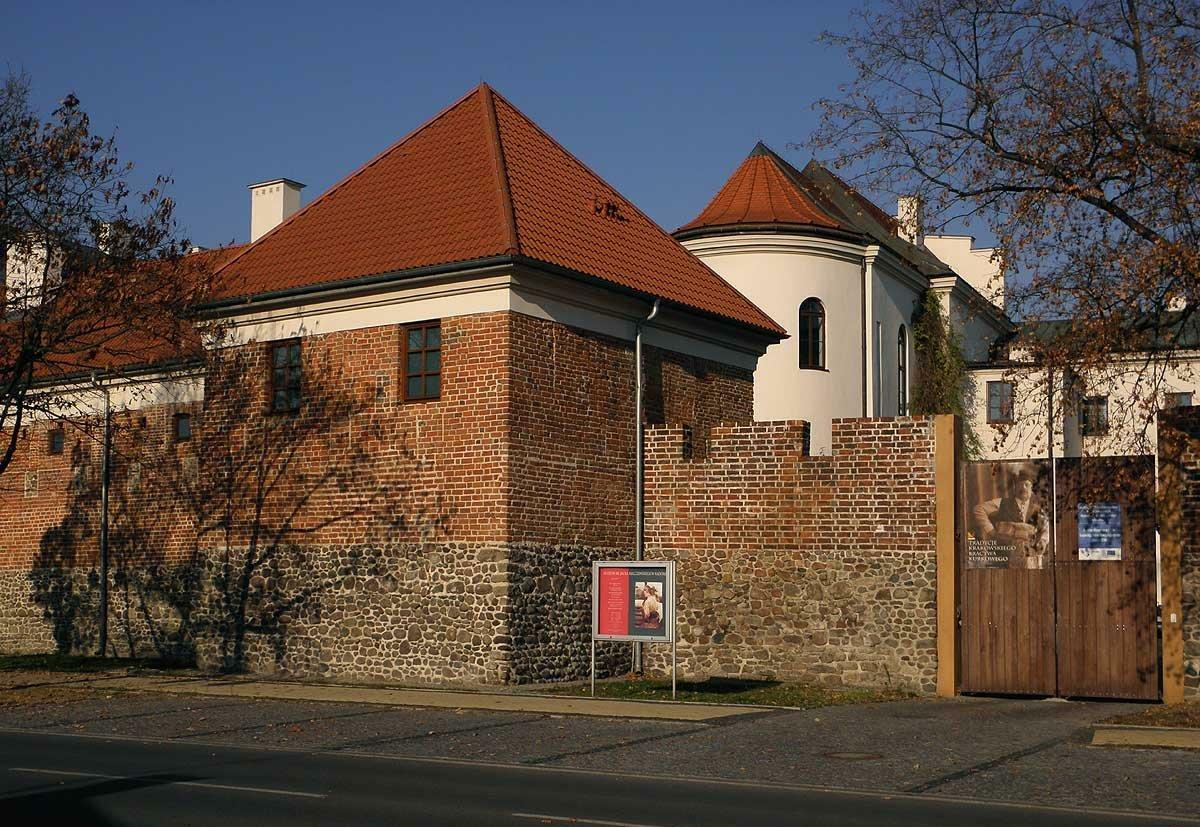
Fragment murów miejskich z basztą
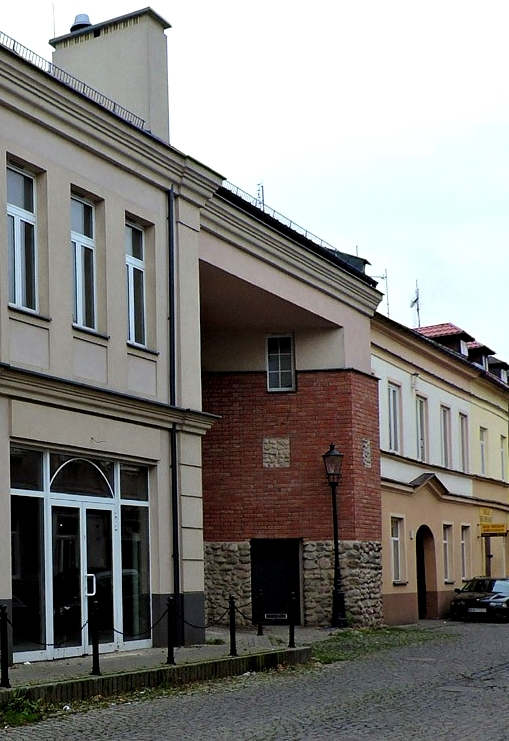
Rekonstrukcja fragmentu murów na ulicy Szewskiej
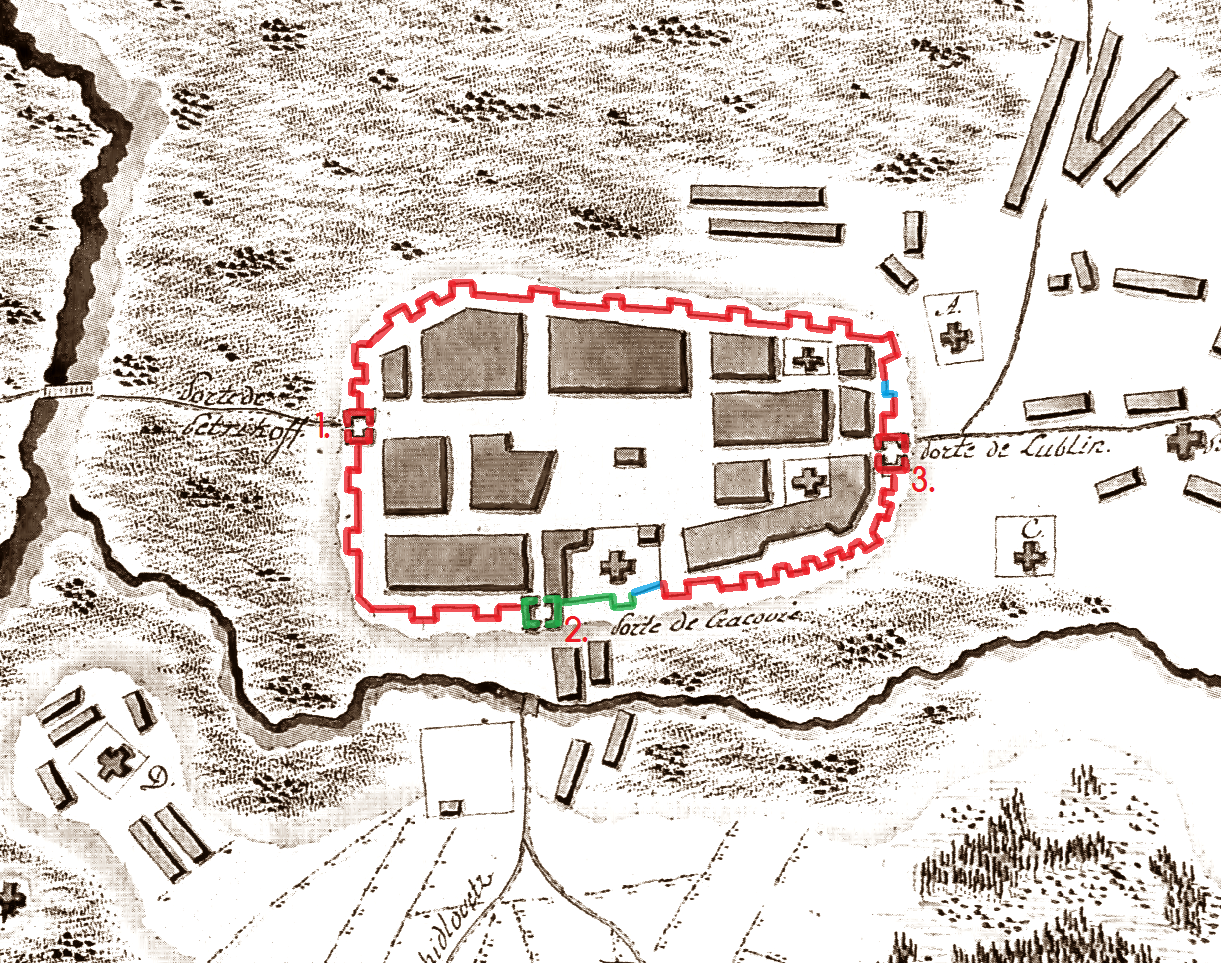
Plan murów miejskich
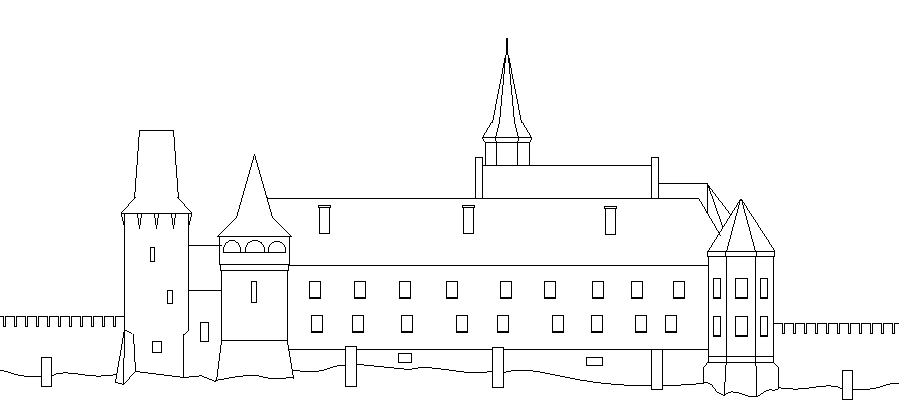
Rekonstrukcja Zamku Królewskiego w Radomiu